# Jack Lanterna
Jack Lanterna (Jack O'Lantern) è il nome di diversi personaggi dei fumetti pubblicati dalla Marvel Comics, tutti nemici di Ghost Rider. Alcune delle incarnazioni più recenti sono conosciute anche come "Jack il matto".
Questo nome è stato portato da:
- Jason Macendale
- Steven Levins
- Jack il matto (Daniel Berkhart)
- il sedicente fratello di Steve Levins

## Biografia dei personaggi

### Jason Macendale
Il primo Jack Lanterna, in originale Jack O'Lantern, è stato Jason Macendale, ex-agente CIA, che in seguito abbandonò i panni di Jack Lanterna per indossare quelli del nuovo Hobgoblin. Durante gli eventi della saga mutante nota come Inferno, fuse il suo corpo con un demone per avere più potere. Successivamente i due si separarono, e il demone divenne Demogoblin, un nuovo mortale nemico dell'Uomo Ragno, mentre Macendale venne ucciso da Roderick Kingsley, l'Hobgoblin originale, nella miniserie Hobgoblin Vive.

### Steven Levins
Steven M. Lewis ereditò l'identità e i trucchi del defunto Jason Macendale Junior, che utilizzò per diventare un membro della ciurma degli scheletri, al servizio del Teschio Rosso, il mortale nemico di Capitan America. Possiede armi da polso e una gran varietà di granate (fumogene, esplosive, lacrimogene e altro ancora) a forma di sfera o di zucca.

### Civil War
Durante Civil War entra a far parte dei Thunderbolts nel gruppo pro-registrazione, ma in seguito a una battaglia con l'Uomo Ragno, viene ucciso dal Punisher insieme a Jester.

### Jack il Matto
L'ex Mysterio Daniel Berkhart venne avvicinato da Norman Osborn, che gli fornì una versione del costume di Jack Lanterna, ed assunse lo pseudonimo di "Jack il Matto". Sotto gli ordini di Osborn, Berkhart rapì John Jameson, lo espose a prodotti chimici che gli alterarono la mente e venne poi inviato ad attaccare il padre J. Jonah Jameson. Durante questo periodo, pedinò anche la moglie di Jameson, Marla, sottintendendo che i due avevano una relazione passata che Berkhart aveva cercato di riaccendere.
Il rapporto di lavoro di Berkhart con Osborn finì quando Goblin partecipò ad un rito magico che lo rese completamente pazzo. Berkhart è stato poi avvicinato da Maguire Beck, la cugina di Quentin Beck, il Mysterio originale. Maguire convinse Berkhart a ri-assumere l'identità di Mysterio ed il costume di "Jack il Matto" venne messo da parte. Tuttavia, quando i due hanno cercato di eliminare Spider-Man, Daredevil, J. Jonah Jameson e molti altri nemici reciproci, fecero rivivere "Jack il Matto" con ologrammi e versioni robotiche. Alla fine, Maguire venne catturata e Berkhart fuggì con indosso il costume di Mysterio.

### Jack Lanterna e il Signore del Crimine
Quando il soldato mutilato di guerra Flash Thompson ha assunto il ruolo dell'agente governativo Venom si è scontrato con un nuovo Jack Lanterna, questa volta agli ordini del Signore del Crimine.